# 275 Sapientia
275 Sapientia eller 1962 GE är en asteroid i huvudbältet, som upptäcktes den 15 april 1888 av den österrikiske astronomen Johann Palisa. Den fick senare namn efter det latinska ordet för klokhet, eller förstånd, sapientia, som är en av de fyra kardinaldygderna.
Sapientias senaste periheliepassage skedde den 9 december 2021. Dess rotationstid har av Palmer Springs-observatoriet i Colorado beräknats till 14,766± 0,006  timmar.